# Géographie de l'Europe
Cet article concerne la géographie de l'Europe de manière détaillée.

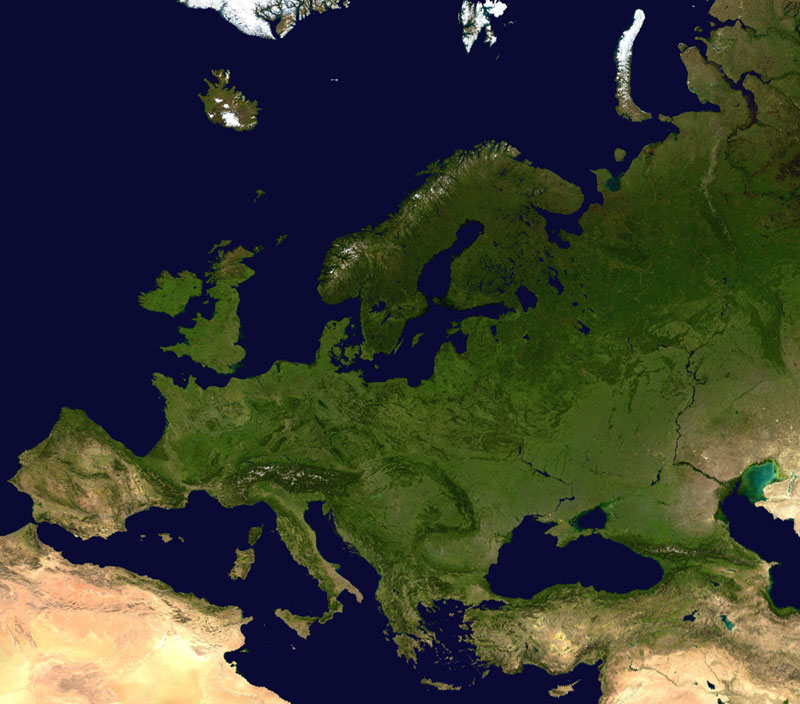
Relief de l'Europe.

L'Europe est une péninsule formant la partie occidentale de l'Eurasie, traditionnellement considérée comme un des six ou sept continents. Elle est bordée à l'ouest par l'océan Atlantique, au nord par l'Arctique et au sud par le détroit de Gibraltar, la mer Méditerranée, la mer Égée, le détroit des Dardanelles, la mer de Marmara et le détroit du Bosphore. L'Europe a une superficie d'un peu plus de 10 millions de kilomètres carrés, précisément 10 392 855 km2. Cela représente un tiers de l'Afrique ou un quart de l'Asie ou de l'Amérique. Elle peut être divisée en cinq grandes régions géographiques : Europe de l'Est, Europe centrale, Europe du Sud, Europe de l'Ouest et Europe du Nord. Ses limites à l’est sont moins évidentes parce que sans obstacle naturel majeur. Ainsi, depuis l'Antiquité jusqu'au XVIIIe siècle, la limite orientale est fixée sur certaines sections au sud du fleuve Tanaïs, appelé par la suite le Don.
Les frontières orientales de l'Europe sont donc avant tout politiques : la limite de l'Oural est ainsi due aux cartographes du tsar Pierre Ier Pierre le Grand au XVIIIe siècle : le Tsar mène une politique de réorientation de l'empire russe vers l'Europe, en fondant Saint-Pétersbourg capitale ouverte sur la mer Baltique et en chargeant Vassili Tatichtchev de déplacer vers l'est la frontière de l'Europe. Ce dernier choisit le massif de l'Oural et le fleuve Oural. De même, la frontière fut déplacée des hautes crêtes du Caucase vers la Caspienne au début du XIXe siècle pour justifier l'annexion de la Géorgie et de l'Arménie dans l'empire russe. D'un point de vue plus scientifique, si l'on se réfère à la tectonique des plaques, l'Europe et la partie continentale de l'Asie ne sont qu'un seul et même continent, dénommé Eurasie. Aussi, quelques géographes éminents, tels que Alexander von Humboldt, considéraient-ils l'Europe comme une simple péninsule de l'Asie.
Sont considérées européennes l'Islande (pourtant située géologiquement sur la séparation Europe-Amérique) et les principales îles de la Méditerranée. La Russie a techniquement une grande partie de son territoire en Asie ; toutefois c'est la partie européenne qui héberge la quasi-totalité de la population. En revanche, la Turquie a l'essentiel de son territoire en Asie comme la quasi-totalité de sa population. Quelques îles de l'Atlantique (Madère, Açores) que la géographie ne rattache pas à ce continent sont considérées comme européennes par l'origine de leur peuplement et de leur culture, de même que le Groenland.

## Évolution historique
À l'époque d'Hérodote, dans l'Antiquité, le monde européen s'étendait assez à l'est, car les peuples scythes étaient parfois considérés, dans une certaine mesure, comme intégrés à l'Europe.
Au XIIIe siècle, certains géographes établissaient la frontière de l'Europe juste un peu à l'est de Nijni Novgorod, qui correspondait à la partie la plus orientale du territoire de l'ancienne Rus' de Kiev,,, car au-delà se trouvait la partie nord de la Horde d'Or,,.
Au XVIe siècle, certaines sections situées au sud du fleuve Don ou au nord de la Volga étaient parfois considérées comme des frontières naturelles. Cependant, certains géographes français de la Renaissance voyaient la Russie comme une entité à part entière, faisant ainsi passer la frontière de l'Europe au long de la frontière entre la Pologne et la Russie, en raison de facteurs politico-religieux, notamment la division entre le catholicisme et l'orthodoxie. Pour d'autres géographes de cette époque, certaines parties de la Russie étaient en Europe tandis que d'autres étaient asiatiques — en particulier sa partie sud et sud-est récemment conquise. À certains endroits, la frontière de l'Europe était ainsi parfois située au niveau de la steppe pontique, à la frontière sud-est du Grand-Duché de Lituanie. Toutefois, cette délimitation n’était pas fixe et variait selon les géographes,. Par exemple, Nicolas de Nicolay, géographe et voyageur français du XVIe siècle, se basant sur les observations de diplomates ou de voyageurs tel que Stefano Guazzo, laisse entendre qu'il intégrait la Moscovie et les anciens territoires de la république de Novgorod et de la république de Pskov dans l'ensemble européen,. Par ailleurs, il est souvent question de division au niveau politique et il y a eu des tentatives pour une union polono-lituano-moscovite dès la fin du XVIe siècle.
Le diplomate allemand Sigismund von Herberstein, qui a effectué deux missions diplomatiques en Moscovie, l'une en 1517 et l'autre en 1526, pour le compte du Saint-Empire romain germanique, situait les limites de l'Europe entre Nijni-Novgorod et Kazan, un lieu marquant la frontière avec le Khanat de Kazan,. Dans son ouvrage Rerum Moscoviticarum Commentarii (1549), il décrit cet endroit comme un espace de transition entre l'Europe et l'Asie.
Un cartographe allemand contemporain qui rejoint cette vision est Sebastian Münster. Dans sa célèbre Cosmographia (publiée pour la première fois en 1544), Münster inclut la Moscovie dans l'Europe et place les limites de celle-ci de manière similaire à Sigismund von Herberstein, délimitant ainsi les zones d'influence culturelle et politique entre l'Europe chrétienne et les khanats musulmans voisins,.
Les contributions combinées de Sigismund von Herberstein, par ses récits détaillés, et de Sebastian Münster, par ses cartes influentes, ont renforcé l'idée que la Moscovie, bien qu'éloignée, appartenait géographiquement et culturellement à l'Europe.
La division géographique actuelle entre l'Europe et l'Asie en Russie — à l'Oural — a été formulée au début du XVIIIe siècle par le militaire et géographe suédois d'origine allemande Philip Johan von Strahlenberg, qui raisonna en partie selon des critères ethno-civilisationnels. Ce tracé fut ensuite repris et officialisé par le géographe russe Vassili Tatichtchev. Ainsi, en tenant compte du contexte de l'époque de Pierre le Grand, cette frontière avait une certaine logique. A l'ouest de l'Oural, on trouvait en effet essentiellement des Slaves et des peuples finno-ougriens assimilés au monde européen, tandis qu'à l'est se trouvaient plutôt des peuples turciques ou paléo-sibériens et semi-nomades. La région de la Sibérie comptait déjà quelques villes, des comptoirs et des avant-postes avancés russes, mais la colonisation massive par la Russie ne commencera réellement qu'à la fin du XVIIIe siècle et surtout au XIXe siècle,.
Aujourd'hui, des villes comme Irkoutsk, Tomsk ou Novossibirsk sont perçues comme faisant partie de l'Europe sur les plans démographique, culturel et architectural. Si l'on se réfère à la logique des géographes grecs, tel qu'Hérodote, ou à celle des géographes du XVIIIe siècle, l'Europe pourrait ainsi être envisagée comme s'étendant de l'Atlantique à Vladivostok.

## Géographie physique
| \| Alpes Carpates Dinarides Pyrénées Scandes Oural Caucase Bassin parisien Plaine de Pannonie Plaine germano-polonaise Plateau central de Russie Plaine sarmatique Ibérie Balkans Péninsule italienne Péninsule Scandinave Îles Britanniques Mer Baltique Mer du Nord Mer Noire Mer du Groenland Mer de Norvège Mer Méditerranée \| Carte topographique et localisation des principaux espaces naturels d'Europe |
| Alpes Carpates Dinarides Pyrénées Scandes Oural Caucase Bassin parisien Plaine de Pannonie Plaine germano-polonaise Plateau central de Russie Plaine sarmatique Ibérie Balkans Péninsule italienne Péninsule Scandinave Îles Britanniques Mer Baltique Mer du Nord Mer Noire Mer du Groenland Mer de Norvège Mer Méditerranée                                                                                    |

### Préhistoire
Sur le plan géographique, il y a 7 000 ans existait le Doggerland, la Manche et la Mer du Nord étaient alors émergées — c'est ainsi que le paléo-fleuve de la Manche a creusé la fosse des Casquets,). Les hommes ont pu voyager dans des territoires encore plus vastes qu'aujourd'hui. L'insularisation nord-ouest-européenne, à la suite de la sortie de l'ère glaciaire, a créé de nouvelles conditions géostratégiques et géopolitiques.

### Géologie

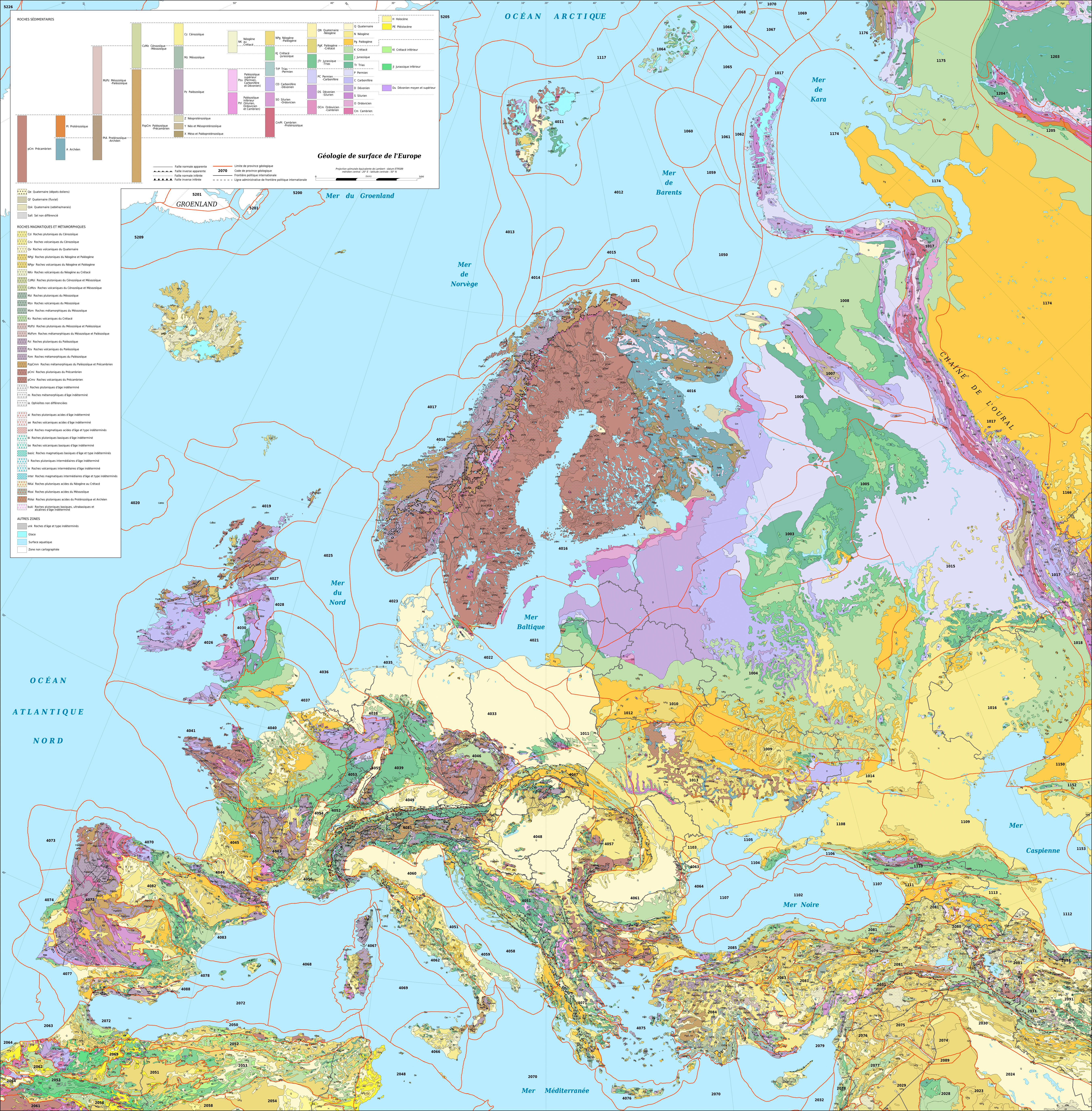
Géologie de surface de l'Europe

La géologie de l'Europe est extrêmement variée et complexe. C'est cette grande variété qui est à l'origine de la multitude de paysages présents à travers le continent.

### Principaux cours d'eau

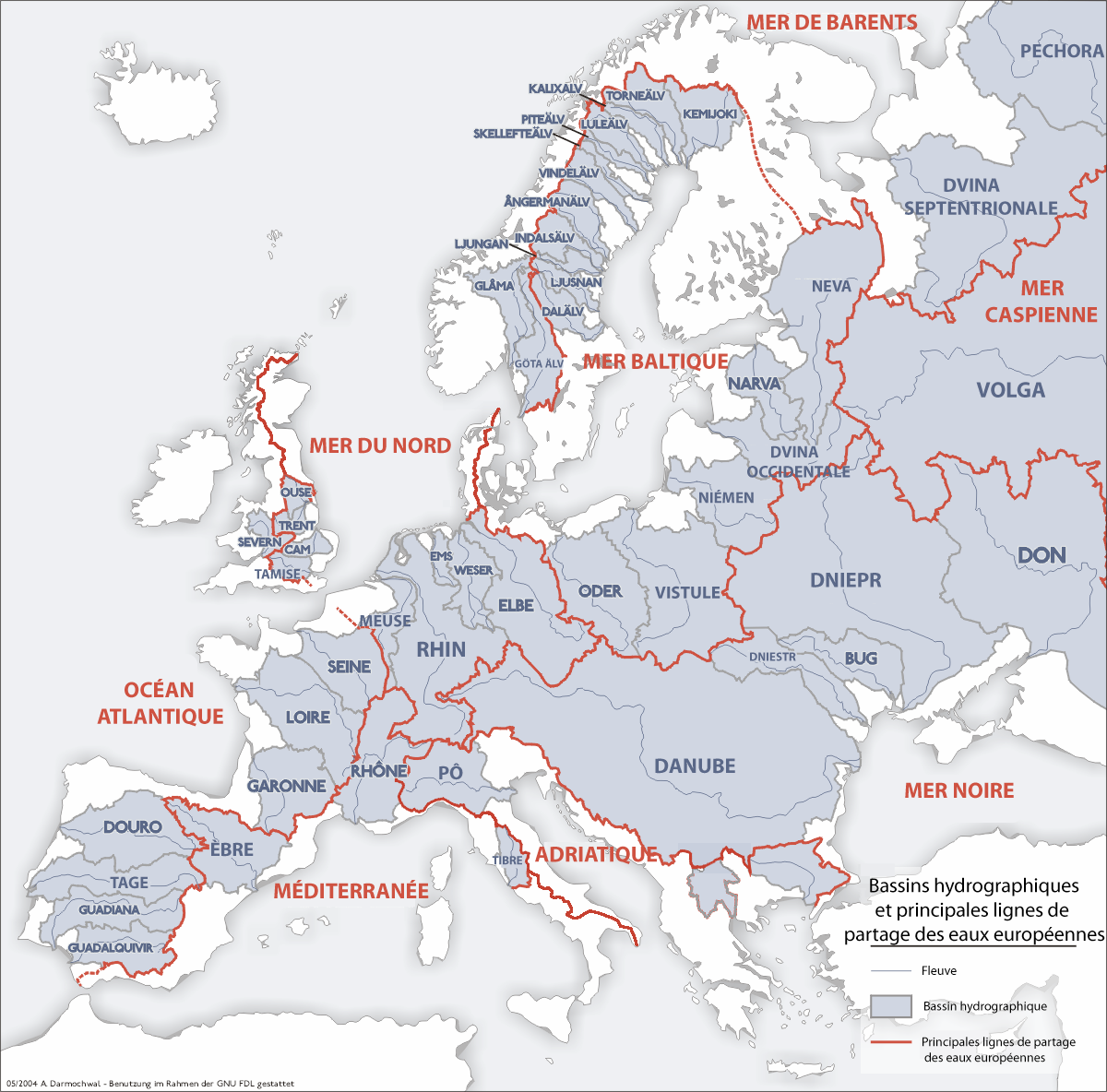
Bassins versants des principaux fleuves d'Europe.

| nom                         | longueur (km) |  | nom     | longueur (km) |
| --------------------------- | ------------- |  | ------- | ------------- |
| Volga                       | 3 690         |  | Vistule | 1 047         |
| Danube                      | 3 020         |  | Daugava | 1 020         |
| Oural                       | 2 428         |  | Loire   | 1 012         |
| Dniepr                      | 2 290         |  | Tage    | 1 008         |
| Don                         | 1 950         |  | Meuse   | 950           |
| Petchora                    | 1 809         |  | Niémen  | 937           |
| Dniestr                     | 1 362         |  | Ebre    | 928           |
| Dvina septentrionale + Ioug | 1 318         |  | Douro   | 897           |
| Rhin                        | 1 233         |  | Oder    | 854           |
| Elbe                        | 1 165         |  | Rhône   | 812           |

### Lacs et mers intérieurs
Les cinq plus grands lacs d'Europe sont :
- le lac Ladoga 18 390 km2 (en comptant les îles)
- le lac Onega 9 616 km2
- le lac Vänern 5 650 km2
- le lac Saimaa 4 400 km2
- le lac Peïpous 3 555 km2

### Principales îles et péninsules
Les principales péninsules sont la Scandinavie (Suède, Norvège), la péninsule Ibérique (Espagne, Portugal), la péninsule italienne (Italie, Saint-Marin, Vatican), les Balkans (Grèce, Albanie, Bulgarie, Kosovo, Bosnie-Herzégovine, Macédoine, Monténégro, Serbie, Croatie, Slovénie).
La péninsule de Kola et la Crimée (Russie), le Jutland (Danemark) et la Bretagne (France) sont également des péninsules européennes de superficie importante.
Les principales îles européennes sont :
1. Grande-Bretagne, avec plus de 218 000 km2. Elle regroupe l'Angleterre, l'Écosse et le pays de Galles. Elle fait partie du Royaume-Uni.
2. Islande, avec plus de 103 000 km2.
3. Irlande, avec plus de 70 000 km2. La plus grande partie de l'île compose l'Irlande et la portion nord-est appartient au Royaume-Uni.
4. Sicile, avec plus de 25 000 km2. Elle appartient à l'Italie.
5. Sardaigne, avec plus de 24 000 km2. Elle appartient à l'Italie.
6. Chypre, avec plus de 9 200 km2. L'île est divisée depuis l'invasion turque de 1974 entre l'État de Chypre stricto sensu et la république turque de Chypre du Nord.
7. Corse, avec plus de 8 700 km2. Elle appartient à la France.
8. Crète, avec plus de 8 300 km2. Elle appartient à la Grèce.
9. Sjælland, avec plus de 7 000 km2. Elle appartient au Danemark.
10. Eubée, avec plus de 3 900 km2. Elle appartient à la Grèce.
11. Majorque, avec plus de 3 600 km2. Elle appartient à l'Espagne.
12. Fionie, avec plus de 3 400 km2. Elle appartient au Danemark.

### Plaines et plateaux

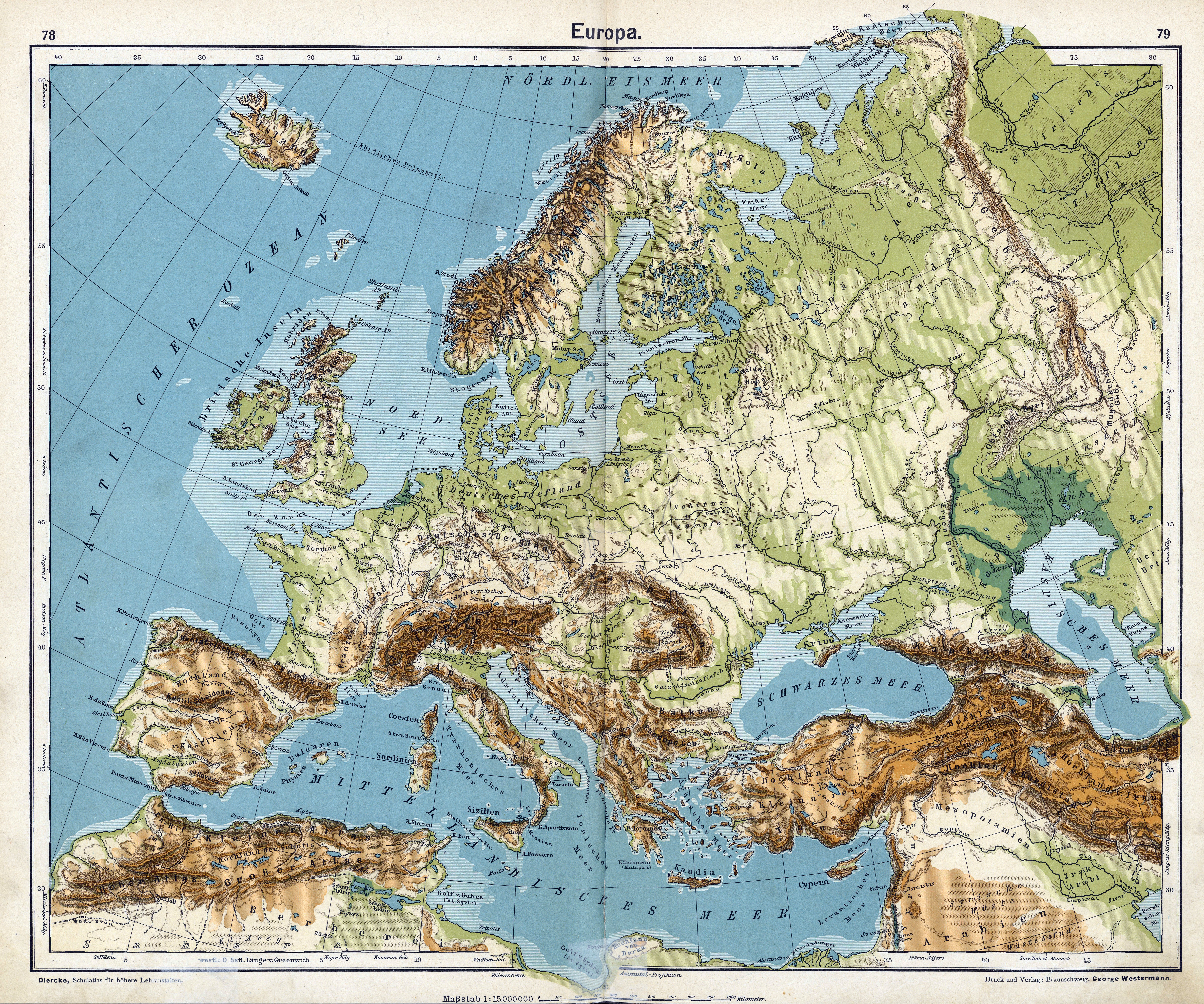
Carte de l'Europe géographique présentant les reliefs

- La plaine d'Europe du Nord est un continuum s’étendant des Pays-Bas à la Biélorussie ; on y distingue parfois deux grands sous-ensembles :
  - La plaine d'Europe orientale, ou plaine russo-polonaise
  - La plaine d'Allemagne du nord
- Le plateau de Podolie
- La plaine de Pannonie
- Le plateau de la Meseta est un plateau du centre de l'Espagne

### Chaînes de montagnes
Les principales chaînes de montagnes européennes sont :
- L'Oural, qui sépare l'Europe de l'Asie
- Le Caucase, qui sépare également l'Europe de l'Asie et où se trouve le plus haut sommet d'Europe : le Mont Elbrouz (5 642 m)
- Les Carpates, une importante chaîne de montagnes d'Europe centrale et du Sud
- Les Alpes, qui contiennent le mont Blanc (4 806 m), qui n'est pas, contrairement aux idées reçues le plus haut sommet d'Europe.
- Les Apennins, qui traversent l'Italie
- Les Pennines, la colonne vertébrale de l'Angleterre
- Les Pyrénées, frontière naturelle entre la France et l'Espagne
- Les Alpes scandinaves, qui s'étendent sur toute la péninsule scandinave.

### Climat
L'Europe est caractérisée par un grand nombre de pénétrations de bras de mer entre des péninsules, qui contribuent ainsi à tempérer le climat du continent, par ailleurs réchauffé sur sa façade occidentale par le Gulf Stream.
La majeure partie du continent est située sous des latitudes tempérées et connaît donc quatre saisons bien marquées. Les régions côtières de la façade atlantique connaissent un climat océanique, adouci par le Gulf Stream, tandis que la grande plaine du nord-est est caractérisée par un climat continental. On peut aussi distinguer le climat montagnard des régions d'altitude (Alpes, Pyrénées, Alpes scandinaves) ainsi que le climat méditerranéen particulièrement clément du contour de la mer Méditerranée. Le climat polaire quant à lui est présent en particulier à l'extrême nord de l'Europe dans les pays scandinaves et en Islande.
Le record européen de pluviométrie (621,1 mm) a été enregistré du 30 octobre 1963 à 15 h UTC au 31 octobre 1963 à 15 h UTC à l'observatoire du Mont Aigoual.

## Géographie humaine

### Pays
L'Europe est constituée d'une cinquantaine de pays.

#### Pays insulaires
- Chypre
- Irlande
- Islande
- Malte
- Royaume-Uni

#### Pays ayant le nom de leur capitale
- Luxembourg
- Monaco
- Saint-Marin
- Vatican

#### Pays dont la capitale n'est pas la plus grande ville
| Pays          | Capitale    | Plus grande ville |
| Liechtenstein | Vaduz       | Schaan            |
| Malte         | La Valette  | Birkirkara        |
| Saint-Marin   | Saint-Marin | Serravalle        |
| Suisse        | Berne       | Zurich            |
| Turquie       | Ankara      | Istanbul          |
| Belgique      | Bruxelles   | Anvers            |

#### Liste des pays classés par le nombre de pays qu'ils bordent
- 10 :  Russie (hors pays situés en Asie) ;
- 9 :  Allemagne ;
- 8 :  France métropolitaine,  Serbie,  Turquie ;
- 7 :  Autriche,  Hongrie,  Pologne,  Ukraine ;
- 6 :  Italie ;
- 5 :  Biélorussie,  Bulgarie,  Croatie,  Roumanie,  Slovaquie,  Suisse ;
- 4 :  Albanie,  Arménie,  Azerbaïdjan,  Belgique,  Espagne,  Géorgie,  Grèce,  Lettonie,  Lituanie,  Monténégro,  Macédoine,  République tchèque,  Slovénie ;
- 3 :  Bosnie-Herzégovine,  Finlande,  Luxembourg,  Royaume-Uni,  Norvège ;
- 2 :  Andorre,  Danemark,  Estonie,  Pays-Bas,  Suède,  Liechtenstein,  Moldavie ;
- 1 :  Chypre[32],[33],  Irlande,  Monaco,  Portugal,  Saint-Marin,  Vatican ;
- 0 :  Islande,  Malte.

### Régions de l'Europe
Traditionnellement, l'Europe est divisée sur le plan économique en quatre points cardinaux : l'Europe de l'Ouest, l'Europe du Nord, l'Europe du Sud et l'Europe de l'Est. Le concept d'Europe centrale a progressivement émergé après la fin de la guerre froide.

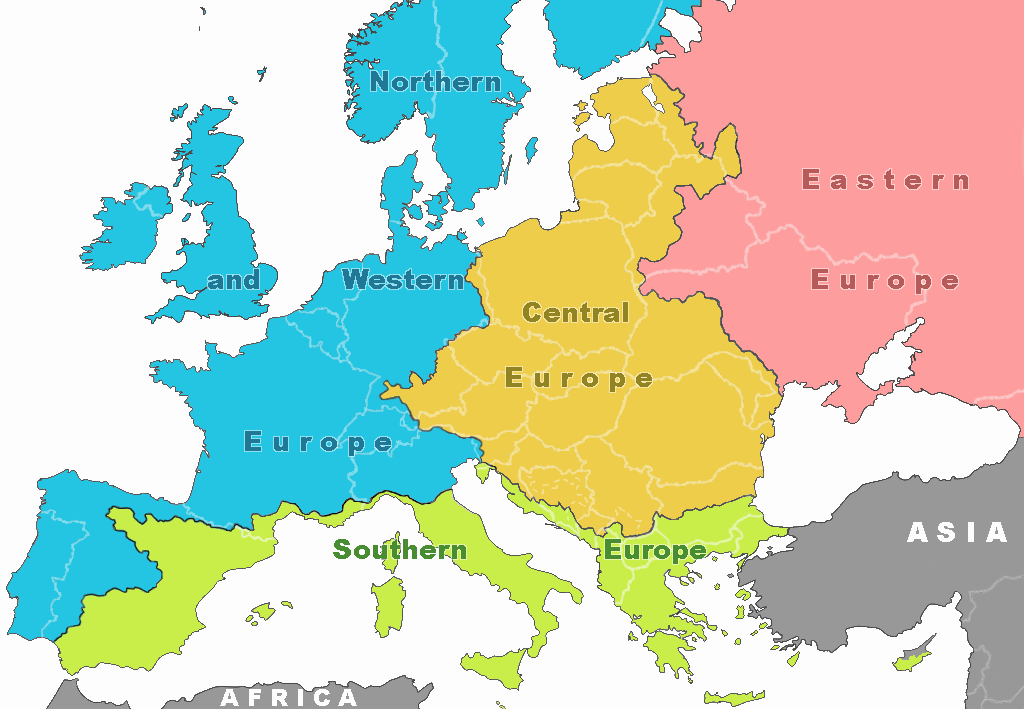
Grands ensembles de l'Europe (Nord-Ouest, Centre, Est, Sud) délimités non d'après les frontières politiques, mais d'après certaines limites hydrographiques.

Tout découpage de l'espace et toute preuve d'identité spatiale peuvent s'appuyer sur des faits empiriques, mais il s'agit essentiellement d'une construction sociale et culturelle pouvant varier en fonction du niveau d'éducation, de la situation politique, nationale et locale de son ou de ses auteurs. Certes, les différences culturelles et spatiales peuvent a priori être prouvées empiriquement, mais le choix et la pondération des critères demeurent toujours subjectifs. Ceci est encore plus vrai pour un découpage en grands espaces comme celui de l'Europe.

#### L'Europe de l'Ouest

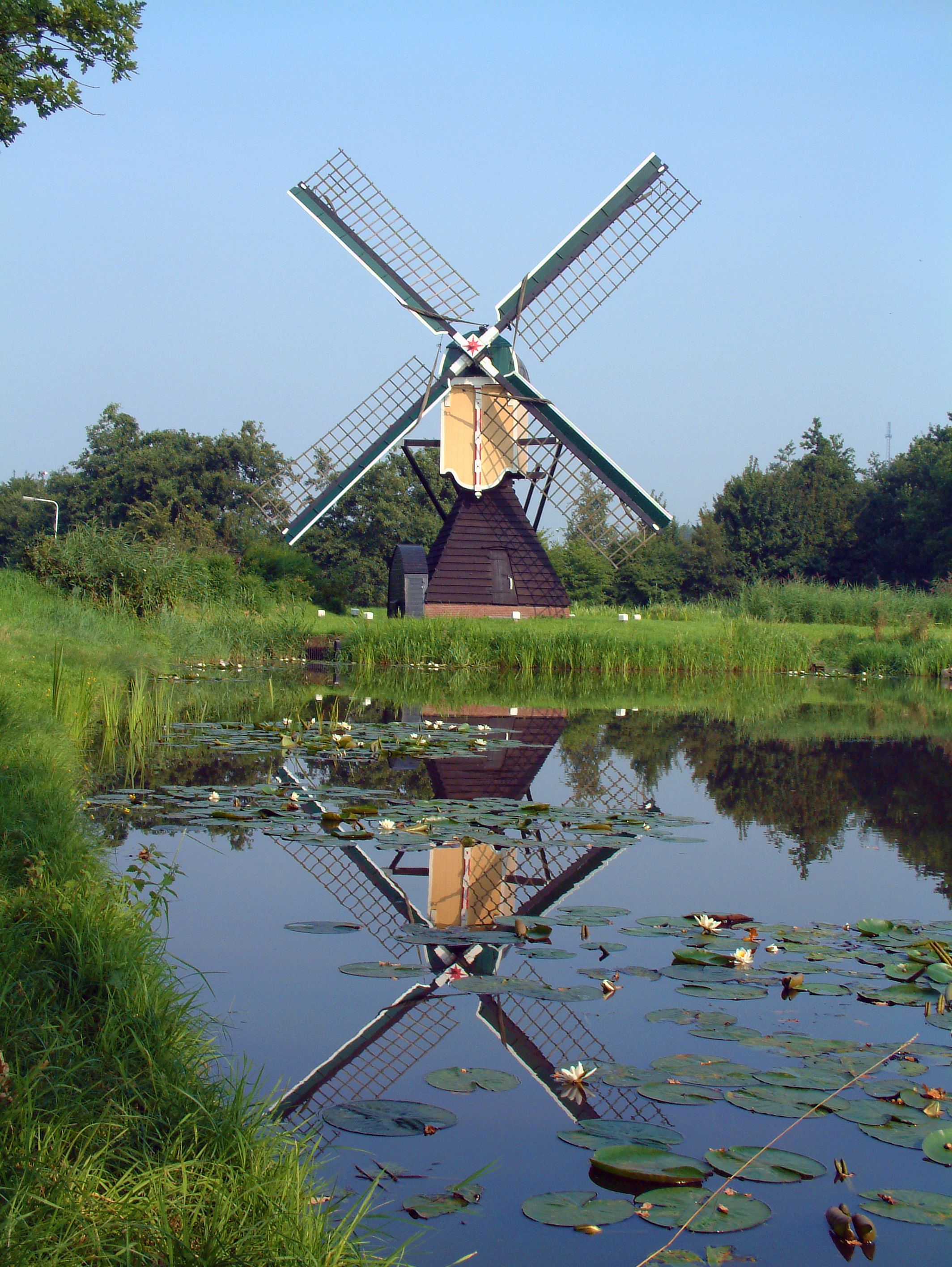
Paysage de l'Europe de l'Ouest (Pays-Bas).

L'Europe de l'Ouest correspond à la partie occidentale de l'Europe. Sa définition est très variable. Le terme correspond généralement encore à l'ensemble des pays situés à l'ouest de l'ancien rideau de fer. Dans sa vision stricte l'Europe de l'Ouest comprend, le Royaume-Uni, la France, l'Irlande, la Suisse, la Belgique, les Pays-Bas et le Luxembourg.

#### L'Europe du Nord
L'Europe du Nord, dans sa vision stricte, regroupe les pays de langues scandinaves : Norvège, Danemark, Islande et Suède et les pays de langues fenniques : Finlande et Estonie (en rapprochement avec le Conseil nordique depuis 1991).

#### L'Europe du Sud
L'Europe du Sud correspond globalement aux pays donnant sur la mer Méditerranée en sus du Portugal. On ajoute la plupart du temps la Bulgarie qui est située dans les Balkans.
Dans sa définition stricte, l'Europe du Sud correspond aux états situés dans les 3 péninsules méditerranéennes auxquels on ajoute deux États insulaires méditerranéens :
- La péninsule Ibérique (Andorre, Espagne et Portugal)
- La péninsule italienne (Italie, Saint-Marin et Vatican)
- La péninsule balkanique (Croatie, Grèce, Slovénie, Monténégro, Bulgarie, Bosnie-Herzégovine, Serbie, Albanie, Macédoine, Kosovo)
- Les États insulaires méditerranéens (Chypre et Malte)

#### L'Europe centrale
L'Europe centrale représente un centre historique de l'Europe, à ne pas confondre avec son centre strictement géographique. Il s'agit d'un concept géographique, historique et culturel dont la définition est source de controverses. Elle correspond principalement aux bassins culturels de l'Empire austro-hongrois et du Saint-Empire romain germanique. Dans sa vision la plus stricte, les pays d'Europe centrale sont l'Autriche, la Hongrie, la Pologne, la République tchèque, et la Slovaquie.

#### L'Europe de l'Est
L'Europe de l'Est est la partie orientale de l'Europe, limitée à l'est par l'Oural et le Caucase. Dans sa vision la plus stricte, les pays d'Europe de l'Est sont la Biélorussie, la Russie et l'Ukraine.

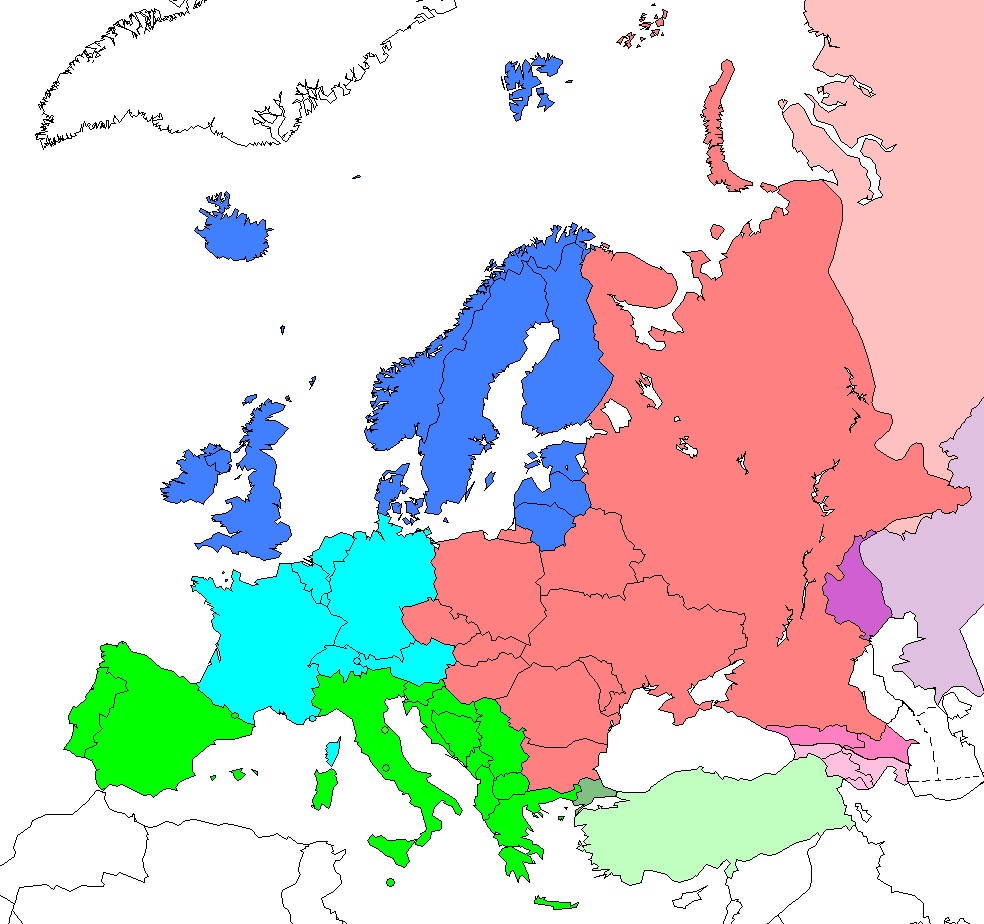
Les régions de l'Europe selon le codage statistique de l'ONU[35] :  - Europe du Nord - Europe de l'Ouest - Europe de l'Est - Europe du Sud
Définition de l'Europe de l'Ouest selon l’UNESCO
Carte des régions par pays et frontières culturelles, selon le Comité permanent des noms géographiques allemand.

### Développement
Le développement humain en Europe est important. En effet, même s'il existe des disparités, tous les pays d'Europe ont un indice de développement humain moyen, élevé ou très élevé.
| Rang Européen | Rang Mondial | Pays               | IDH 2011 |
| 1             | 1            | Norvège            | 0,943    |
| 2             | 3            | Pays-Bas           | 0,910    |
| 3             | 7            | Irlande            | 0,908    |
| 4             | 8            | Liechtenstein      | 0,905    |
| 5             | 9            | Allemagne          | 0,905    |
| 6             | 10           | Suède              | 0,904    |
| 7             | 11           | Suisse             | 0,903    |
| 8             | 14           | Islande            | 0,898    |
| 9             | 16           | Danemark           | 0,895    |
| 10            | 18           | Belgique           | 0,886    |
| 11            | 19           | Autriche           | 0,885    |
| 12            | 20           | France             | 0,884    |
| 13            | 21           | Slovénie           | 0,884    |
| 14            | 22           | Finlande           | 0,882    |
| 15            | 23           | Espagne            | 0,875    |
| 16            | 24           | Italie             | 0,874    |
| 17            | 25           | Luxembourg         | 0,867    |
| 18            | 27           | République tchèque | 0,865    |
| 19            | 28           | Royaume-Uni        | 0,863    |
| 20            | 29           | Grèce              | 0,861    |
| 21            | 31           | Chypre             | 0,840    |
| 22            | 32           | Andorre            | 0,838    |
| 26            | 34           | Estonie            | 0,835    |
| 24            | 35           | Slovaquie          | 0,834    |
| 25            | 36           | Malte              | 0,832    |
| 23            | 38           | Hongrie            | 0,816    |
| 27            | 39           | Pologne            | 0,813    |
| 28            | 40           | Lituanie           | 0,810    |
| 29            | 41           | Portugal           | 0,809    |
| 30            | 43           | Lettonie           | 0,805    |
| 31            | 46           | Croatie            | 0,796    |
| 32            | 50           | Roumanie           | 0,781    |
| 33            | 54           | Monténégro         | 0,771    |
| 34            | 55           | Bulgarie           | 0,771    |
| 35            | 59           | Serbie             | 0,766    |
| 36            | 65           | Biélorussie        | 0,756    |
| 37            | 66           | Russie             | 0,755    |
| 39            | 70           | Albanie            | 0,739    |
| 40            | 74           | Bosnie-Herzégovine | 0,733    |
| 41            | 75           | Géorgie            | 0,733    |
| 42            | 76           | Ukraine            | 0,729    |
| 43            | 78           | Macédoine          | 0,728    |
| 44            | 86           | Arménie            | 0,716    |
| 45            | 91           | Azerbaïdjan        | 0,700    |
| 46            | 92           | Turquie            | 0,699    |
| 47            | 111          | Moldavie           | 0,649    |

### Médiagraphie

#### Filmographie
- Stéphane Bégoin, Europe, l'odyssée d'un continent, La compagnie des Taxi-Brousse, Arte diffusion en 2012 et 2014.
- Christopher Hook et Yanick Rose, La Valse des continents, Arte diffusion, 2012.